# کلس‌دوجو
کلس‌دوجو (انگلیسی: ClassDojo) شرکت آموزش آمریکایی است، که در سال ۲۰۱۱ تأسیس شد.